# Делтон (Вісконсин)
Делтон (англ. Delton) — місто (англ. town) в США, в окрузі Сок штату Вісконсин. Населення — 2460 осіб (2020).

## Демографія
Згідно з переписом 2010 року, у місті мешкала 2391 особа в 924 домогосподарствах у складі 662 родин. Було 1098 помешкань
Расовий склад населення:
| - 88,2 % — білих - 6,8 % — корінних американців - 0,5 % — азіатів - 0,4 % — чорних або афроамериканців - 1,7 % — осіб інших рас |

До двох чи більше рас належало 2,5 %. Частка іспаномовних становила 3,6 % від усіх жителів.
За віковим діапазоном населення розподілялося таким чином: 22,5 % — особи молодші 18 років, 64,0 % — особи у віці 18—64 років, 13,5 % — особи у віці 65 років та старші. Медіана віку мешканця становила 42,5 року. На 100 осіб жіночої статі у місті припадало 105,6 чоловіків;  на 100 жінок у віці від 18 років та старших — 103,0 чоловіків також старших 18 років.
Середній дохід на одне домашнє господарство  становив 75 082 долари США (медіана — 68 095), а середній дохід на одну сім'ю — 82 506 доларів (медіана — 73 512). Медіана доходів становила 50 192 долари для чоловіків та 36 591 долар для жінок. За межею бідності перебувало 7,4 % осіб, у тому числі 9,9 % дітей у віці до 18 років та 6,3 % осіб у віці 65 років та старших.
Цивільне працевлаштоване населення становило 1385 осіб. Основні галузі зайнятості: мистецтво, розваги та відпочинок — 25,4 %, освіта, охорона здоров'я та соціальна допомога — 16,3 %, роздрібна торгівля — 13,8 %.